# Dakoussa
Dakoussa este o comună rurală din departamentul Mirriah, regiunea Zinder, Niger, cu o populație de 38.746 de locuitori (2001).